# Lieuze
Die Lieuze ist ein kleiner Fluss im Südwesten von Frankreich, der in den Départements Haute-Garonne und Gers der Region Okzitanien südwestlich der Stadt Toulouse verläuft.

## Geographie

### Verlauf
Die Lieuze entspringt unter dem Namen Ruisseau de Naudet im südwestlichen Gemeindegebiet von Le Pin-Murelet, verläuft generell Richtung Nordnordwest und mündet nach insgesamt rund 16 Kilometern im Gemeindegebiet von Nizas als rechter Nebenfluss in die Aussoue.

### Orte am Fluss
(Reihenfolge in Fließrichtung)
- Esquedos, Gemeinde Le Pin-Murelet
- D'en Plaouès, Gemeinde Le Pin-Murelet
- Gensac, Gemeinde Montpézat
- Haillens, Gemeinde Laymont
- Saint-Loube
- Sauvimont
- Lahillaire, Gemeinde Monblanc
- Pinquet, Gemeinde Samatan
- Le Mona, Gemeinde Nizas